# 4883 Королірина
4883 Королірина (4883 Korolirina) — астероїд головного поясу, відкритий 5 вересня 1978 року.
Тіссеранів параметр щодо Юпітера — 3,302.